# Tipula (Lunatipula) subvelox
Tipula (Lunatipula) subvelox is een tweevleugelige uit de familie langpootmuggen (Tipulidae). De soort komt voor in het Palearctisch gebied.